# Comté de Sterling
Le comté de Sterling, en anglais : Sterling County, est un comté situé dans l'ouest de l'État du Texas aux États-Unis. Le siège de comté est la ville de Sterling City. Selon Recensement des États-Unis de 2020, sa population est de 1 372 habitants. Le comté a une superficie de 2 392 km2, dont la presque totalité en surfaces terrestres.

## Politique
Il s'agit du comté au vote le plus républicain de tous les États-Unis, en pourcentage, avec le comté de Roberts situé dans le même État : en 2012, Mitt Romney y obtenait 92,9 % des voix contre 6,3 % pour son adversaire Barack Obama, soit 459 voix contre 31.

## Comtés adjacents
| Comté de Howard    | Comté de Mitchell  |               |
| Comté de Glasscock | comté de Sterling  | Comté de Coke |
| Comté de Reagan    | Comté de Tom Green |               |

## Démographie
Lors du recensement de 2010, le comté comptait une population de 39 309 habitants. En 2017, la population est estimée à 1 295 habitants.

Pyramide des âges du comté de Sterling (2000).